# Ratko Aleksa
Ratko Aleksa (Daruvar, 1945.), hrvatski novinar i kritičar

## Životopis
Rodio se u Daruvaru 1945. godine. S obitelji preselio u Koprivnicu gdje je završio osnovnoškolsko i srednjoškolsko obrazovanje. U Zagrebu studirao na Fakultetu političkih znanosti. U Pragu pohađao postdiplomski studij u vrijeme Praškoga proljeća. Godine 1964. pokrenuo je Omladinsku reviju. Jedan od pokretača omladinskog lista Susreti, čiji je glavni urednik bio u tri broja. Susrete je pokrenuo 1971. godine. Bio je središnja osoba, idejni promicatelj i pokretač nove, alternativne kulturne scene u Koprivnici sedamdesetih godina 20. stoljeća. Niz godina je bio novinar i kritičar Vjesnika. Napisao je dvije knjige s područja masovnih komunikacija i prostorna politika. Nakon umirovljenja živi na Zlarinu.

## Djela
- Komunikacije (1979.)[1]
- Prostor[1]